# 巴尔德拉斯
巴尔德拉斯，是西班牙卡斯蒂利亚-莱昂莱昂省的一个市镇。 总面积100平方公里，2001年普查人口總數為2050人，人口密度為每平方公里21人。